# Big Gun
Big Gun is een nummer van de Austarlische hardrockband AC/DC uit 1993. Het is de eerste single van de soundtrack van de film Last Action Hero.
"Big Gun" werd in diverse landen een hit, goed voor een top 10-notering in Zwitserland, Nieuw-Zeeland en Noorwegen. In zowel AC/DC's thuisland Australië als in de Nederlandse Top 40 bereikte het nummer de 19e positie.